# Stazione di Montepaone-Montauro
Stazione di Montepaone-Montauro vasútállomás Olaszországban, Calabria régióban, Montepaone településen. Az állomás 1875-ben nyílt meg.

## Vasútvonalak
Az állomást az alábbi vasútvonalak érintik:
- Jonica-vasútvonal

## Kapcsolódó állomások
A vasútállomáshoz az alábbi állomások vannak a legközelebb:
- Stazione di Squillace
- Stazione di Soverato